# Конштансія
Коншта́нсія (порт. Constância; МФА: [kõʃ.ˈtɐ̃.si.ɐ]) — муніципалітет і містечко в Португалії, в окрузі Сантарен. Розташований у центральній частині країни, на теренах історичної португальської провінції Ештремадура. Належить до Сантаренської діоцезії Католицької церкви в Португалії. Права міського самоврядування має з 1571 року. Поділяється на 3 парафії. За адміністративним поділом, чинним до 1976 року, був складовою провінції Рібатежу. Площа муніципалітету — 80,37 км², населення муніципалітету — 4056 ос. (2011); густота населення — 50,47 осіб/км²
. Патрон — святий Юліан. Святковий день муніципалітету — 1-й понеділок після Пасхи. Поштовий індекс — 2250.  Код місцевої адміністративної одиниці — 1408. Складова статистичного регіону Центр.

## Географія
Конштансія розташована в центрі Португалії, в центрі округу Сантарен.
Конштансія межує на півночі, сході та півдні з муніципалітетом Абрантеш, на заході — з муніципалітетами Віла-Нова-да-Баркіня і Шамушка.

## Населення
| Кількість мешканців | Кількість мешканців | Кількість мешканців | Кількість мешканців | Кількість мешканців | Кількість мешканців | Кількість мешканців | Кількість мешканців | Кількість мешканців | Кількість мешканців | Кількість мешканців | Кількість мешканців | Кількість мешканців | Кількість мешканців | Кількість мешканців | Кількість мешканців |
| ------------------- | ------------------- | ------------------- | ------------------- | ------------------- | ------------------- | ------------------- | ------------------- | ------------------- | ------------------- | ------------------- | ------------------- | ------------------- | ------------------- | ------------------- | ------------------- |
| 1864                | 1878                | 1890                | 1900                | 1911                | 1920                | 1930                | 1940                | 1950                | 1960                | 1970                | 1981                | 1991                | 2001                | 2011                |                     |
| 2 960               | 2 904               | 2 952               | 3 034               | 3 214               | 3 067               | 3 248               | 3 466               | 3 521               | 4 077               | 3 532               | 3 949               | 4 170               | 3 815               | 4 056               |                     |